# 艾拉诺
艾拉诺是意大利坎帕尼亚大区卡塞塔省的一个镇，距离省府卡塞塔约35公里。